# بنهل (كورنوال)
بنهل (بالإنجليزية: Penhale)‏ هي قرية تقع في المملكة المتحدة في كورنوال.